# Bohadschia cousteaui
Bohadschia cousteaui е вид морска краставица от семейство Holothuriidae. Видът не е застрашен от изчезване.

## Разпространение
Разпространен е в Джибути, Египет, Еритрея, Йемен, Израел, Йордания, Кения, Коморски острови, Мадагаскар, Саудитска Арабия и Судан.